# Bevanda energetica

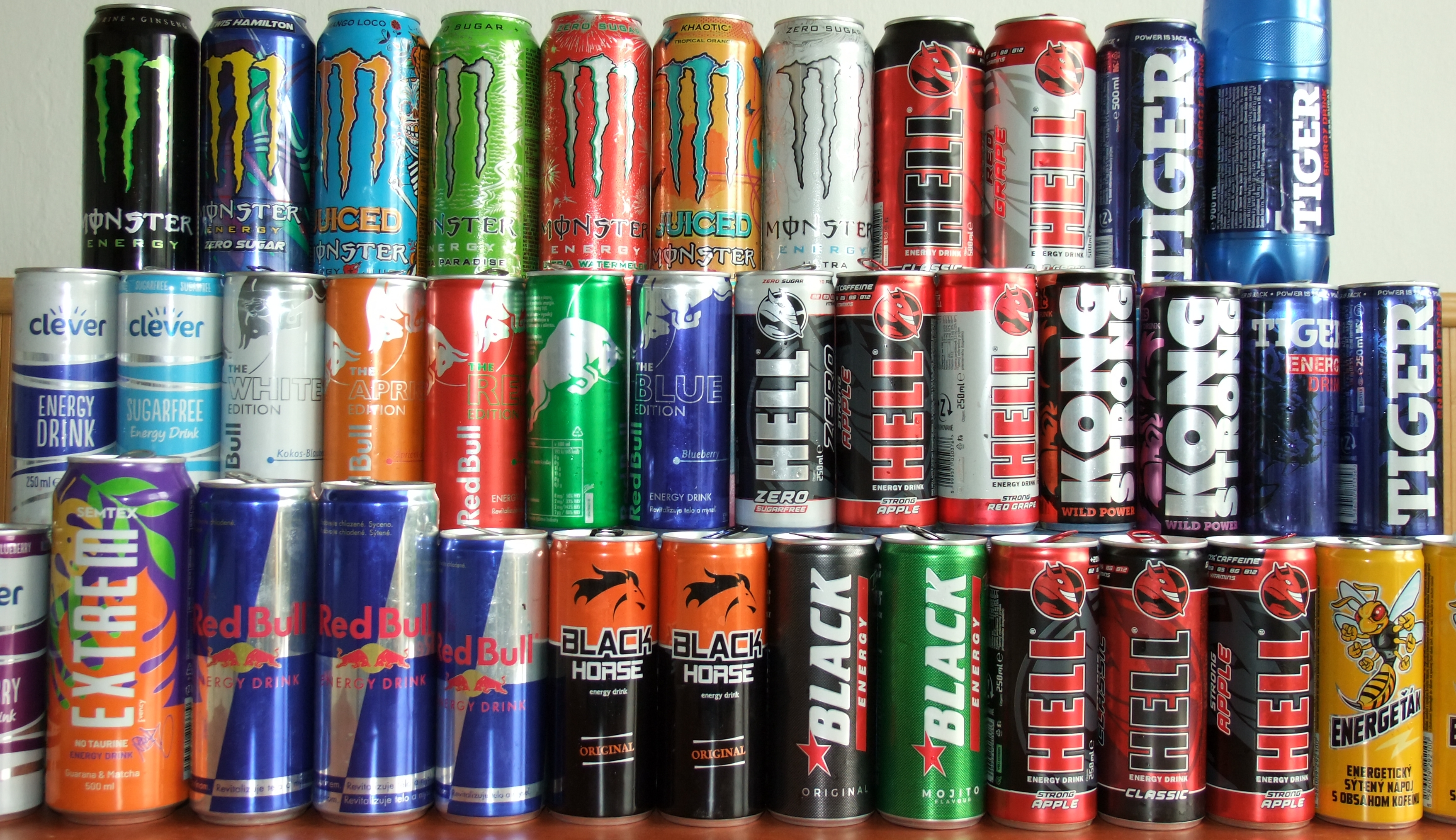
Bevande energetiche di vari marchi

Una bevanda energetica (in inglese energy drink) è una bibita contenente sostanze stimolanti, principalmente glucosio, caffeina, taurina, e vitamine del gruppo B, destinata a fornire energia al consumatore. Rientrano nella categoria delle bevande energetiche gli sport drink, i quali non contengono stimolanti, ma sali minerali e carboidrati e sono destinati principalmente alla reidratazione. 
Il mercato delle bevande energetiche ha avuto un'improvvisa impennata tra la fine degli anni novanta e l'inizio degli anni 2000, grazie soprattutto a strategie di marketing precise: l'uso di nomi e confezioni accattivanti, sponsorizzazioni di eventi e pubblicità attraverso i canali più disparati, destinate ad un pubblico giovane ed ai loro interessi, come sport, musica, vita notturna; innovatore da questo punto di vista e attualmente principale marchio della categoria è la Red Bull.

## Storia
La difficoltà di categorizzazione rende difficile anche la redazione di una cronologia storica di queste bevande. Fin dai tempi antichi erano in uso bevande tonificanti od energizzanti, due su tutte caffè e tè; la prima formula registrata, assimilabile alla categoria delle bevande energizzante, fu creata però nel 1927 da William Owen: il chimico inglese di Newcastle sperimentò per vari anni diverse ricette al fine di trovare energizzanti per i malati di morbi comuni, come febbre o influenza, giungendo infine a formulare il Glucozade, ribattezzato nel 1929 Lucozade. Il Lucozade rimase in commercio come farmaco fino al 1983, quando l'agenzia pubblicitaria Ogilvy & Mather lo ripropose in chiave di bevanda energetica commerciale e bevanda sportiva. Sempre negli anni ottanta, vennero lanciate sul mercato i primi soft drink con alti livelli di caffeina come la Jolt Cola.
In Giappone venne proposto nel 1962 la prima bevanda energetica a base di taurina, il Lipovitan; la bevanda ebbe un discreto successo e venne riproposta in vari paesi asiatici; tra questi vi era la Thailandia. Qui l'imprenditore austriaco Dietrich Mateschitz conobbe la versione thailandese del lipovitan, la Krating Daeng; Colpito dall'idea adattò la bevanda ai gusti occidentali e lanciò sul mercato la Red Bull. Il progetto ebbe successo e nel 1995 una mayor del settore alimentare propose la sua versione, la Josta, bevanda a base di guaranà commercializzata dalla PepsiCo e definita "High-energy drink", ma il successo alterno e il cambio di strategia dell'azienda la fecero eliminare dalla produzione nel 1999. Nel 1997 la Red Bull venne proposta sul mercato statunitense dove ebbe una crescita esponenziale, raggiungendo vendite di 8 milioni di lattine nel 2001, e di 3 miliardi cinque anni dopo, con una crescita media del 50% annuo.
Il successo della Red Bull porterà alla creazione di un vero e proprio mercato delle bevande energetiche, con la nascita di varie marche, tra cui Burn, Monster e Tonino Lamborghini Energy Drink.

### In Italia: l'Ischirogeno
Nel febbraio 1899 il farmacista Onorato Battista registra l'Ischirogeno, un ricostituente a base di Fosforo, Ferro, Calcio, Coca, Chinina e Stricnina, destinato a diventare forse il più famoso nei primi decenni del Novecento italiano. Tale bevanda veniva prodotta in un apposito stabilimento a Napoli, distrutto in un bombardamento durante la seconda guerra mondiale. La pubblicità dell'Ischirogeno fu presente sui maggiori quotidiani italiani per tutta la prima metà del Novecento e si distingueva per la sua grafica molto avanzata e d'impatto, consistente da una scritta con caratteri giganti e, dagli anni '20, anche in frecce molto spesse e giganti che puntavano al nome della bevanda stessa. Al farmacista è stata dedicata pure una villa vesuviana.

## Composizione
Non essendoci una regolamentazione sulla definizione del termine "energy drink", non esiste un ingrediente o una formula base necessaria a definire la bevanda energetica. Esiste tuttavia una serie di sostanze, principalmente carboidrati e metilxantine, presenti spesso in alte quantità, riscontrabili nelle varie ricette; tra questi spesso troviamo caffeina, vitamine del gruppo B, taurina, maltodestrina, inositolo, carnitina, creatina e glucuronolattone; vengono inoltre utilizzati estratti da vegetali, quali guaranà, ginseng, e ginkgo biloba. Molti marchi propongono affiancate alle formule originali versioni dietetiche, con relativa sostituzione di edulcoranti.

## Critiche
Il consumo di bevande energetiche associato ad alcolici viene giudicato a rischio per gli opposti effetti sul sistema nervoso centrale, depressivo per gli alcolici ed eccitante per le bevande energetiche.
L'effetto eccitante non modifica la concentrazione di alcool nel sangue e il rischio di intossicazione acuta. Vi sono divergenze sul contrasto alla guida in stato di ebbrezza.
Tra il 2007 e il 2011 è raddoppiato negli USA il numero di ricoveri al pronto soccorso per esclusivo consumo di bevande energetiche.
Fra i fatti riscontrati: insonnia, nervosismo, complicanze cardiache (palpitazioni, tachicardia) e neurologiche (allucinazioni, convulsioni e attacchi epilettici). Gli effetti sono attribuiti principalmente alle alte dosi di caffeina, il più attivo fra gli ingredienti noti e studiati delle bevande energetiche. Non sono stati studiati (al 2012) gli effetti delle bevande energetiche ad alte dosi su ragazzi e adolescenti. La caffeina può essere dannosa e anche letale a dosi massicce.